# هيلدا هولغر
هيلدا هولجر (بالألمانية: Hilde Holger؛ 18 أكتوبر 1905، فيينا — 22 سبتمبر 2001، لندن) كانت راقصة ومصممة رقصات ومعلمة نمساوية، مؤسسة المدرسة الوطنية للرقص التعبيري.
وُلدت في عائلة يهودية. حصلت على تعليم فني متنوع في قسم الرقص بأكاديمية الموسيقى والفنون الجميلة في فيينا، التي كانت تحت إدارة غيرترودا بودنفيزر، التي كانت تُعتبر من مريدي آيسيدورا دنكان. في عام 1926، افتتحت هيلدا هولجر في فيينا مدرستها الخاصة "المدرسة الجديدة لفن الحركة"، التي كانت تهدف في المقام الأول إلى تطوير الإبداع والتعبيرية الذاتية للطلاب. تدريجياً تصبح المدرسة واحدة من مراكز الرقص الحديث في فيينا. في نفس الوقت، تقدم هيلدا هولجر العديد من العروض الفردية في النمسا وخارجها.
ومع ذلك، في عام 1939، اضطرت هولجر كيهودية إلى الهجرة إلى بومباي، حيث فقدت عائلتها في معسكرات الاعتقال النازية. الطبيعة الهندية والثقافة، وبشكل خاص ثقافة الحركة، كان لهما تأثير كبير عليها وعلى فنها. في عام 1948، بسبب الاضطرابات الدينية في الهند، انتقلت مع زوجها، الطبيب الهندي، وابنتها إلى لندن، حيث تدرس الرقص في المدارس وتُقيم ورش عمل.
أول عرض كبير لها "إلى النور" في هذا الاتجاه أصبح مساهمة هائلة في العلاج بالرقص الإنجليزي. «[داريوس] أظهر لي الطريق لإشراك ذوي الإعاقة في العمل الراقص، وفتح لي آفاقًا جديدة لنقل الموسيقى والحركة إلى الأولاد والبنات ذوي الاحتياجات الخاصة»، كتبت هيلدا هولجر.
كانت من سمات نهج هيلدا هولجر في تعليم الرقص السعي لإيقاظ الفردية والبداية الإبداعية القوية في الشخص، والعمل على البحث عن تعبيره الخاص في الرقص والانفتاح على الإبداع في الرقص للجميع. حتى الأيام الأخيرة من حياتها، كانت هيلدا هولجر تعطي دروسًا مرتين في الأسبوع: «أنا أؤمن بلا شك بقوة الرقص؛ الرقص يملأ كل كائن إنساني».
.

## وصلات خارجية
- الموقع الرسمي